# Tribunal Supremo de Angola
Tribunal Supremo é a mais alta instância da jurisdição comum do Poder Judiciário de Angola. É um dos quatro tribunais superiores do país, ao lado do Tribunal Constitucional, do Tribunal de Contas e do Supremo Tribunal Militar.

## História
O Tribunal Supremo foi criado em 1988, com o advento da Lei n.º 18/88, que estabeleceu o Sistema Unificado de Justiça. Antes disso, o Tribunal da Relação de Luanda atuava como instância máxima do país, desde sua independência em 1975.

## Atribuições e garantias
De acordo com a Constituição de Angola, o Tribunal Supremo é a instância judicial superior da jurisdição comum, com jurisdição em todo o território nacional. A Lei Orgânica prevê que o tribunal "é independente e imparcial, estando apenas sujeito à Constituição e à Lei", contando com autonomia financeira e administrativa. Neste sentido, elabora os regimentos internos, aprova a proposta de seu orçamento anual e estipula seu quadro de pessoal.
A corte conhece e decide os processos de destituição do presidente da República pelos crimes de traição à pátria, espionagem, suborno, peculato, corrupção, hediondos e violentos. O tribunal, no entanto, só possui competência para julgar o presidente após o processo receber o apoio de dois terços dos integrantes da Assembleia Nacional. Também julga os ministros, vice-ministros e secretários de Estado por crimes cometidos tanto no exercício do cargo quanto fora dele.

## Organização e funcionamento

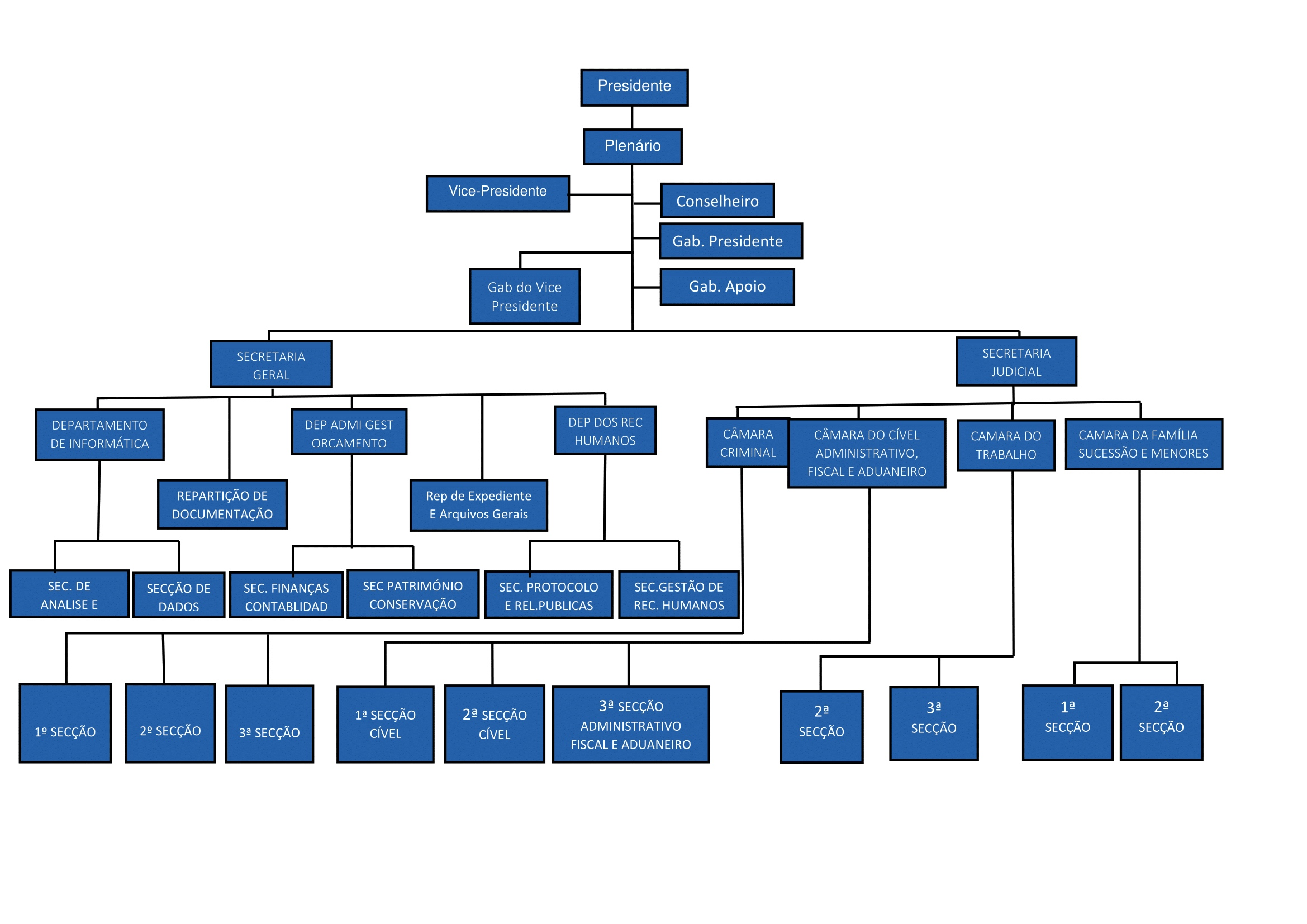
Estrutura do Tribunal Supremo

O Tribunal Supremo é composto por três órgãos: o presidente, o plenário e as câmaras. Há quatro câmaras: Criminal; Cível, Administrativo, Fiscal e Aduaneiro; Trabalho; e Família, Sucessões e Menores. As câmaras são comandadas por um presidente e sua composição é determinada pelo plenário, de acordo com proposta do presidente do Tribunal. O plenário é formado por todos os juízes conselheiros que integram as câmaras, só podendo funcionar com a presença da maioria absoluta dos magistrados em exercício. Dentre suas atribuições, o plenário julga conflitos de competência das câmaras, uniformização da jurisprudência e pedidos de extradição de cidadãos estrangeiros.
A sede do Tribunal Supremo localiza-se no Palácio da Justiça, na cidade de Luanda, capital da Angola. Inaugurado em 2012, o Palácio abriga ainda o Tribunal Constitucional, a Procuradoria-Geral da República e o Ministério da Justiça. Em 2013, o quadro de pessoal do Tribunal Supremo era de 486 funcionários. Naquele ano, as despesas correntes da corte foram calculadas em 1,650 bilhão de kwanzas.

## Magistrados

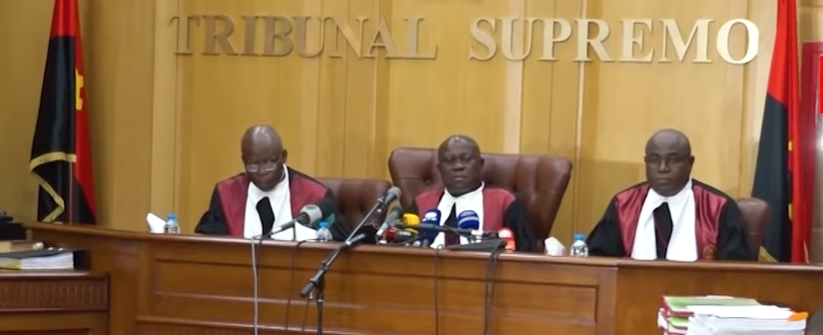
Juízes conselheiros em sessão de julgamento no Tribunal Supremo, em 2019

Os magistrados do Tribunal Supremo são conhecidos como juízes conselheiros. São nomeados pelo presidente da República, de acordo com lista formulada pelo Conselho Superior da Magistratura Judicial. O presidente também designa o presidente e o vice-presidente da corte, escolhido entre os três candidatos mais votados pelos pares para o respectivo cargo. Há um limite de 21 magistrados, incluindo o presidente e o vice-presidente. Os mandatos são de 7 anos, sem possibilidade de renovação. Quando expirado o mandato, o presidente e vice permanecem no cargo até a posse de seus sucessores.
De acordo com a Lei Orgânica do Tribunal Supremo, um terço de seus assentos são reservados a advogados, docentes universitários e outros juristas "de mérito." A mesma lei estabelece seis requisitos de nomeação: a nacionalidade angolana, licenciatura em direito há pelo menos 15 anos, a idade mínima de 35 anos, a não-condenação por crime doloso punível com pena de prisão maior, a idoneidade moral e a ausência de sanção por infração disciplinar grave.
Os juízes conselheiros são inamovíveis, isto é, não podem ser demitidos, transferidos, promovidos, suspensos ou reformados senão conforme estabelecido pela Constituição ou pela legislação. Quando no exercício do cargo, os integrantes do Tribunal não podem desempenhar nenhuma outra função pública ou privada, salvo o exercício da docência ou pesquisa científica. Também não podem realizar atividades político-partidárias, vedando-se filiações a partidos ou associações políticas. Ao Conselho Superior da Magistratura Judicial compete a avaliação semestral do desempenho profissional dos magistrados, assim como a responsabilidade por avaliar e impôr eventuais medidas disciplinares.

### Composição
Em maio de 2020, o Tribunal Supremo possuía a seguinte composição:
| Magistrado                                                            | Ano de nomeação | Presidente              |
| --------------------------------------------------------------------- | --------------- | ----------------------- |
| Joel Leonardo (presidente)                                            | 2019            | João Lourenço           |
| Cristino Molares de Abril e Silva (vice-presidente)                   | 2014            | José Eduardo dos Santos |
| Teresa Francisco da Rosa Buta (presidente da Câmara do Trabalho)      | 2013            | Santos                  |
| Joaquina F. B. Ferreira do Nascimento (presidente da Câmara do Cível) | 2005            | Santos                  |
| Agostinho Santos                                                      | 2016            | Santos                  |
| Anabela Mendes Vidinhas                                               | 2018            | Lourenço                |
| Aurélio Simba                                                         | 2018            | Lourenço                |
| Daniel Modesto                                                        | 2015            | Santos                  |
| Domingos Mesquita                                                     | 2016            | Santos                  |
| Efigênia Lima                                                         | 2015            | Santos                  |
| João da Cruz Pitra                                                    | 2013            | Santos                  |
| João Pedro Kinkani Fuantoni                                           | 2018            | Lourenço                |
| José Martinho Nunes                                                   | 2013            | Santos                  |
| Miguel Correia                                                        | 2013            | Santos                  |
| Manuel Dias da Silva                                                  | 2013            | Santos                  |
| Miguel Correia                                                        | 2015            | Santos                  |
| Norberto Moisés Moma Capeça                                           | 2018            | Lourenço                |
| Norberto Sodré                                                        | 2016            | Santos                  |
| Teresa Marçal                                                         | 2013            | Santos                  |